# Kirche Petershain

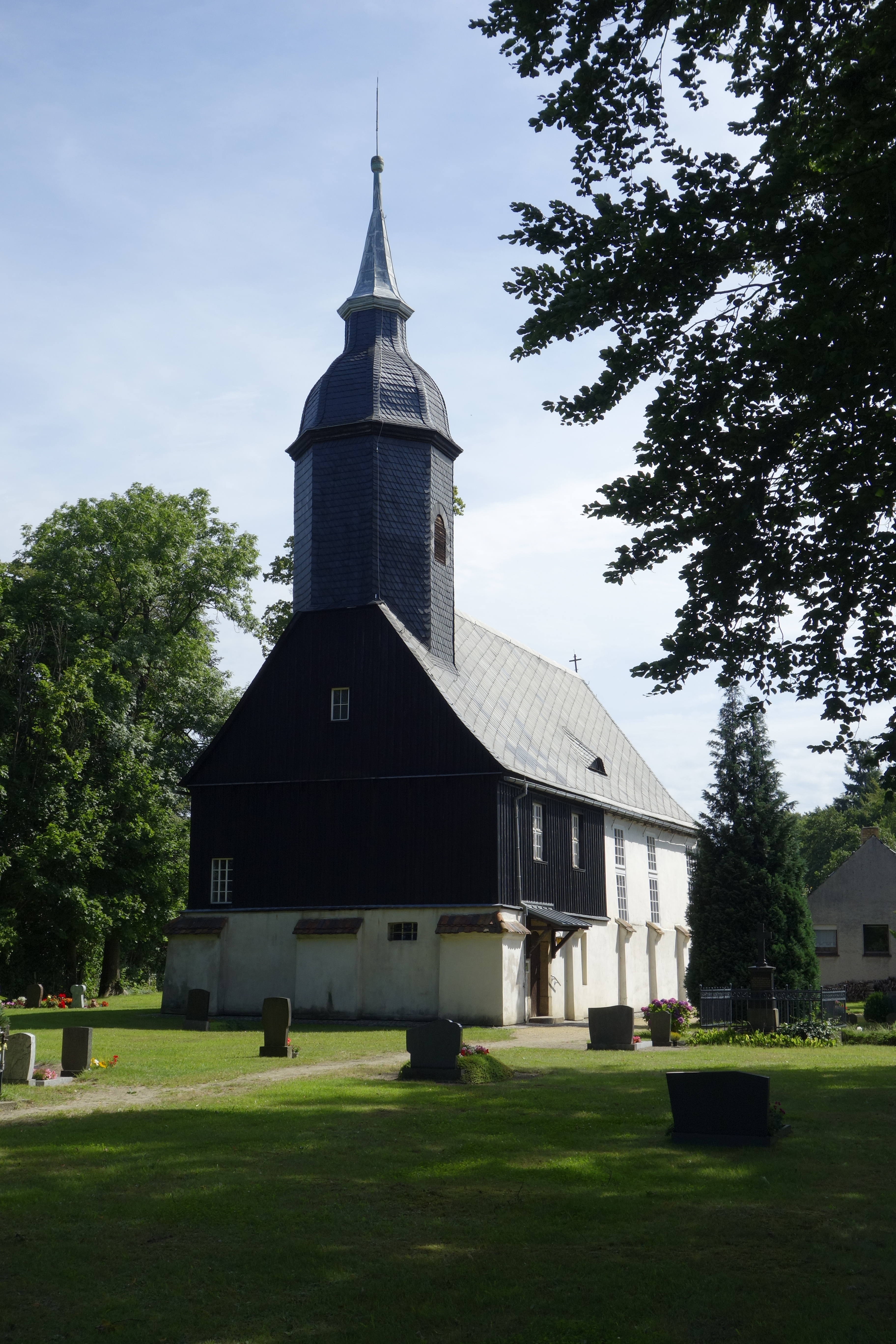
Kirche Petershain (2017)

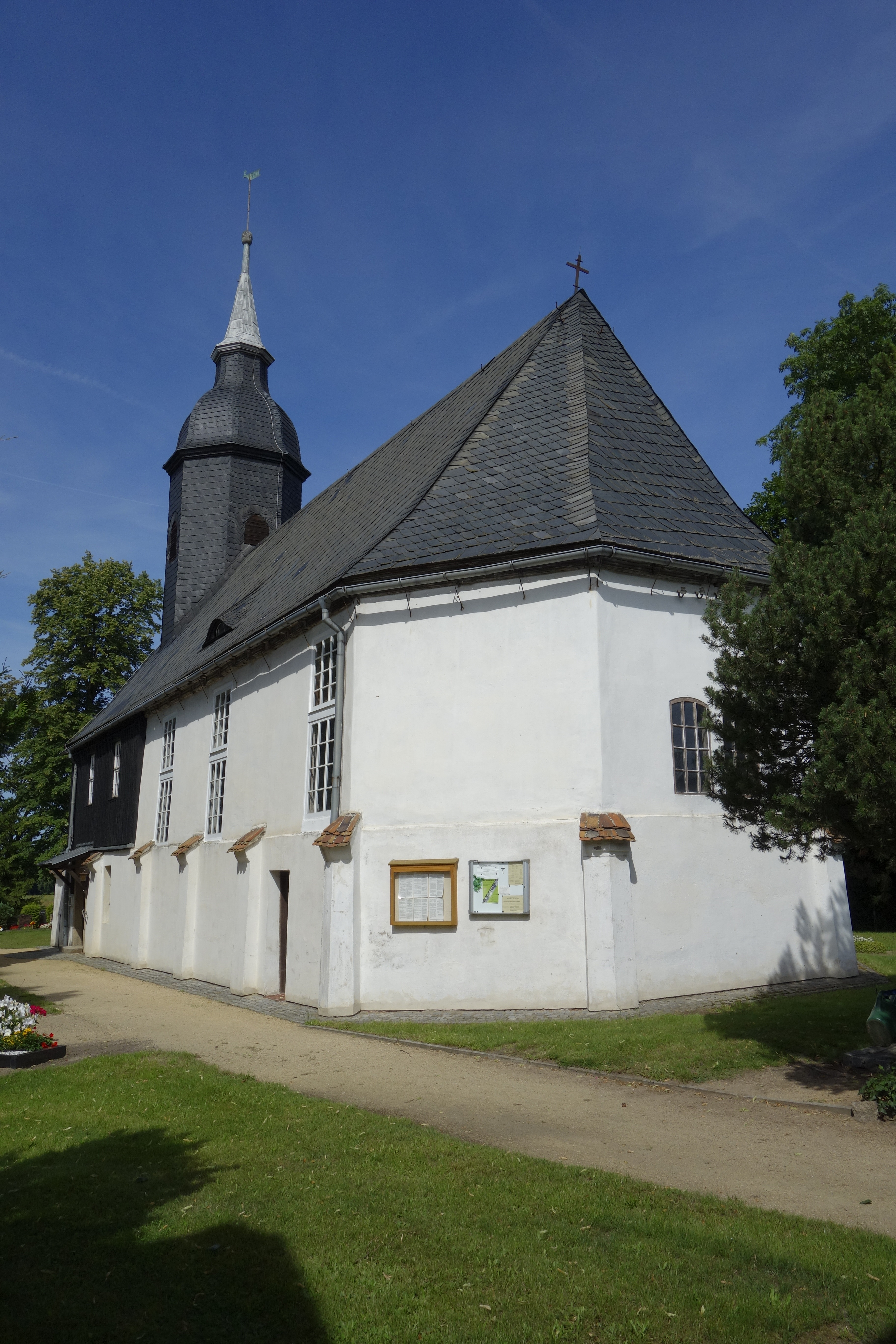
Ostschluss der Kirche (2017)

Die Kirche Petershain (St. Petri und Andreae) ist das Kirchengebäude im Ortsteil Petershain der Gemeinde Quitzdorf am See im Landkreis Görlitz in der sächsischen Oberlausitz. Es gehört der evangelisch-lutherischen Trinitatisgemeinde am See im Kirchenkreis Schlesische Oberlausitz der Evangelischen Kirche Berlin-Brandenburg-schlesische Oberlausitz. Die Kirche steht als Bauwerk von orts- und baugeschichtlicher Bedeutung unter Denkmalschutz.

## Architektur und Geschichte
Die Petershainer Kirche wurde im 16. oder 17. Jahrhundert errichtet, das Landesamt für Denkmalpflege Sachsen datiert den Bau der Kirche auf das Jahr 1628. In der zweiten Hälfte des 17. Jahrhunderts wurde das Gebäude im Innenraum umgestaltet, 1822 wurde der Bau nach Westen erweitert. Aus dieser Zeit stammt auch der Dachreiter. Zwischen 1963 und 1965 wurde die Kirche saniert.
Die langgestreckte Saalkirche hat einen Dreiachtelschluss. Der Unterbau besteht aus Feldsteinmauerwerk und ist umlaufend mit Strebepfeilern besetzt, der Oberbau besteht aus Fachwerk und wurde später verputzt. Das Obergeschoss des neu angebauten Teils ist verbrettert. Die Kirche hat ein mit Schiefer gedecktes Satteldach mit Fledermausgaube. Über der Westwand befindet sich der 1822 aufgesetzte achteckige Dachreiter mit Schweifhaube und Spitzhelm. An der westlichen Ecke der Südwand liegt das korbbogige Eingangsportal mit Sandsteingewänden und Schlussstein. Im Inneren hat die Kirche eine flache Holzdecke, über dem Altarraum ist die Decke als flaches Tonnengewölbe ausgeführt. An der Nord- und Westseite steht eine eingeschossige Empore aus Holz. Die Brüstungsfelder der Emporen sowie die Decke sind mit Rankenmalereien aus dem späten 17. Jahrhundert verziert.
In der Kirche steht ein spätgotischer Schnitzaltar aus dem Jahr 1520. In der Predella ist das Abendmahl Jesu dargestellt, im Schrein die Heilige Sippe. Auf den Flügeln befinden sich Gemälde der Apostel Petrus und Andreas, auf der Rückseite Szenen aus dem Marienleben. Abgeschlossen wird der Altar mit einer nachträglich im 17. Jahrhundert hinzugefügten Kreuzigungsgruppe. Die reich geschnitzte Kanzel wird auf das Jahr 1590 datiert und hat einen Korb mit vorgestellten Säulen. In der Kirche befinden sich mehrere Grabdenkmäler aus dem 17. und 18. Jahrhundert.

## Kirchengemeinde
Zu Beginn des 16. Jahrhunderts war Petershain eine Filialkirche der Kirche in Kollm und gehörte zum Sedes Reichenbach im Archidiakonat Oberlausitz. Im Jahr 1539 wurde in Kollm und Petershain die Reformation eingeführt. Kurz nach der Reformation wurde Peterhain eine eigenständige Pfarrei, die 1670 wieder mit Kollm vereinigt wurde. Im Jahr 1843 wurde der Kirchenverband zwischen Petershain und Kollm endgültig aufgelöst, 1876 wurde das Dorf Horscha aus der Kirchengemeinde Kollm nach Petershain umgepfarrt.
Im 19. Jahrhundert war Petershain noch eine überwiegend sorbischsprachige Kirchengemeinde. Seit der Einstellung der sorbischsprachigen Gottesdienste in der Koseler Pfarrgemeinde im Jahr 1819 gingen die verbliebenen sorbischsprachigen Einwohner Kosels auch zu Gottesdiensten nach Petershain. Laut Arnošt Mukas Statistik über die Sorben in der Lausitz von 1884 hatte die Kirchengemeinde Petershain damals 746 Einwohner, davon waren 498 Sorben und 248 Deutsche, von denen 138 die sorbische Sprache beherrschten. Der sorbischsprachige Bevölkerungsanteil betrug demnach 85,3 Prozent. Während das Dorf Horscha beinahe vollständig Sorbisch war, hatte Petershain einen sorbischsprachigen Bevölkerungsanteil von nur noch knapp 60 Prozent. Gottesdienste fanden damals sowohl in deutscher als auch in sorbischer Sprache statt.
Bis 1945 gehörte Petershain zur Evangelischen Landeskirche der älteren Provinzen Preußens. Nach deren Zerfall kam die Kirchengemeinde zur Evangelischen Kirche in Schlesien, die später in Evangelische Kirche der schlesischen Oberlausitz umbenannt wurde und am 1. Januar 2004 mit der Evangelischen Kirche in Berlin-Brandenburg zur Evangelischen Kirche Berlin-Brandenburg-schlesische Oberlausitz fusionierte. Am 1. Januar 2006 wurden die Kirchengemeinden Petershain, Kollm und See zu der neuen Trinitatisgemeinde am See vereinigt. Zunächst gehörte die Kirchengemeinde zum Kirchenkreis Niesky, dieser schloss sich am 1. Januar 2007 mit den Kirchenkreisen Görlitz und Weißwasser zum Kirchenkreis Niederschlesische Oberlausitz zusammen. Seit 2014 ist Petershain Teil des Kirchenkreises Schlesische Oberlausitz.